# Aviso
En aviso var en betegnelse for et lille, hurtigtsejlende og letbevæbnet krigsskib, der blev benyttet til kommunikation og opklaring (udspejdning af modstandere). Navnet kommer af de spanske og portugisiske ord for meddelelse, råd og efterretning. I den danske flåde har man aldrig haft egentlige aviso’er, opgaven har kunnet udføres af lette krydsere eller mindre skibe. Den franske, den tyske og den portugisiske flåde har benyttet skibstypen.
Det sidste skib i Kriegsmarine med den betegnelse var Hela, der blev søsat i 1940. Den franske og den portugisiske flåde benyttede typebetegnelsen også efter 2. Verdenskrig.